# Grüne Bundeswertpapiere
Grüne Bundeswertpapiere sind nominalverzinste Anleihen der Bundesrepublik Deutschland. Von konventionellen Bundeswertpapieren unterscheiden sie sich durch eine zusätzliche Berichterstattung über ihr Emissionsvolumen: Die aufgenommenen Mittel werden Ausgaben des Bundeshaushaltes zugeordnet, die einen Beitrag zum Umwelt-, Natur- oder Klimaschutz leisten. Außerdem wird die Wirkung dieser so genannten grünen Haushaltsausgaben ausführlich  beschrieben. Grüne Bundeswertpapiere sind seit 2020 Teil der Sustainable Finance-Strategie des Bundes.
Mit ihrer besonderen Struktur (Zwillingskonzept), verschiedenen Anleihelaufzeiten und bedeutenden Emissionsvolumina tragen sie zur Stärkung und Weiterentwicklung des Marktes für nachhaltige Finanzprodukte bei.
Die Emission der Grünen Bundeswertpapiere erfolgt durch die Bundesrepublik Deutschland – Finanzagentur GmbH. Hierzu veröffentlichte das Bundesministerium der Finanzen ein Rahmenwerk für Grüne Bundeswertpapiere.

## Emission und Ziele
Grüne Bundeswertpapiere können in verschiedenen Laufzeiten emittiert werden, wobei bisher 5, 10 und 30 Jahre Ursprungslaufzeit existieren. Am 2. September 2020 begab der Bund erstmals ein Grünes Bundeswertpapier. Nach einem Emissionsvolumen von insgesamt 11,5 Mrd. € im Jahr 2020 sowie 12,5 Mrd. € im Jahr 2021 wurden 2022 Grüne Bundeswertpapiere im Volumen von 14,5 Mrd. € begeben. Nach der Emission der ersten 10-jährigen Grünen Bundesanleihe folgten die erste Grüne Bundesobligation sowie 2021 die erste 30-jährige und die zweite 10-jährige Bundesanleihe. Bis heute wurden bereits sieben Grüne Bundeswertpapiere begeben. Mit ihren verschiedenen Laufzeiten (2025 bis 2053) bilden sie die so genannte Grüne Bundkurve (Zinsstruktur).
Das Emissionsvolumen der Grünen Bundeswertpapiere steigt kontinuierlich an und spiegelt das wachsende Interesse an nachhaltigen Investitionsmöglichkeiten wider. Grüne Bundeswertpapiere erreichen heute ausstehende Volumen von 5 bis 10 Mrd. €. In Summe wurden bereits deutlich über 50 Mrd. € emittiert. Seit ihrer Einführung trägt die Emission von Grünen Bundeswertpapieren somit zur Förderung des Marktes für nachhaltige Finanzprodukte bei. Ein zentrales Konzept dieser Papiere sind die sogenannten Zwillingsanleihen, bei denen ein grünes Bundeswertpapier immer mit einem konventionellen Bundeswertpapier verglichen werden kann.
Die Emission von Grünen Bundeswertpapieren dient dazu, Transparenz über die Verwendung von Mitteln für grüne Projekte im Bundeshaushalt zu schaffen. Diese Transparenz wird durch Allokations- und Wirkungsberichte gewährleistet. Das Ziel der Bundesregierung ist es, den Markt für grüne und nachhaltige Anlagen zu stärken und den Finanzsektor bei der Bewältigung der ökologischen Herausforderungen zu unterstützen. Die Emission Grüner Bundeswertpapiere soll zur Positionierung Deutschlands als Sustainable Finance Standort beitragen.

## Grüne Ausgaben und Berichterstattung
Ein charakteristisches Merkmal von Grünen Bundeswertpapieren ist ihre Zuordnung zu spezifischen ökologischen Ausgaben im Bundeshaushalt. Diese Ausgaben sind darauf ausgerichtet, eine positive Umweltwirkung zu erzielen. Die Auswahl der grünen Haushaltspositionen orientiert sich an internationalen Standards, wie den Nachhaltigkeitszielen der Vereinten Nationen und den Green Bond Principles der International Capital Market Association. Diese Zuordnung ist aufgrund des Gesamtdeckungsprinzips rechtlich nicht bindend.
Der Allokations- und Wirkungsbericht informiert Investoren über die Verwendung und Auswirkungen der zugeordneten grünen Ausgaben. Die Berichterstattung erfolgt über „Green Bond Allocation Reports“ (Allokationsberichte), die die grünen Ausgaben des vorherigen Haushaltsjahres den Grünen Bundeswertpapieren des aktuellen Emissionsjahres zuordnen. Impact Reports (Wirkungsberichte) informieren über die Auswirkungen dieser grünen Ausgaben auf Umwelt und Klima.

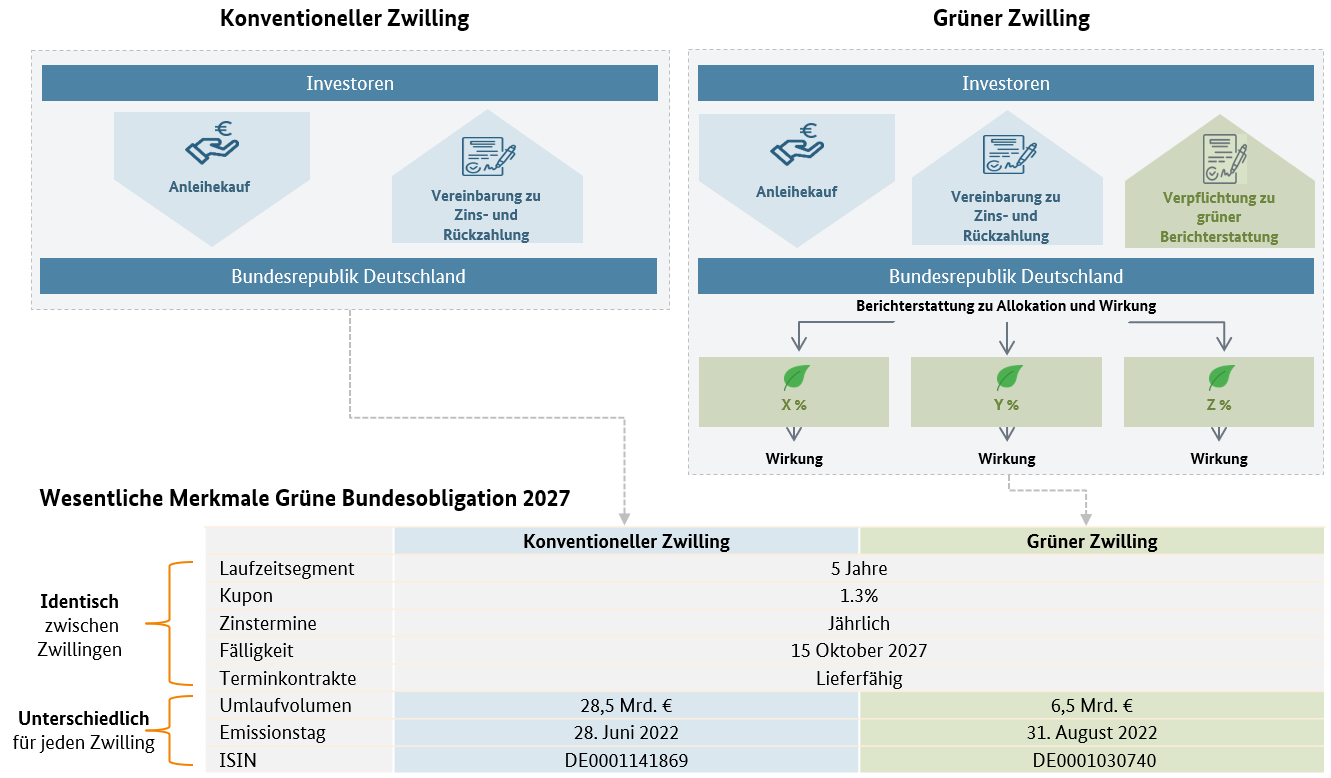
Gegenüberstellung von konventionellem und grünem Bundeswertpapier

## Zwillingskonzept
Ein hervorstechendes Merkmal von Grünen Bundeswertpapieren ist das Zwillingskonzept. Dabei werden Grüne Bundeswertpapiere immer in Verbindung mit konventionellen Bundeswertpapieren emittiert, wobei sie identische Kupon- und Fälligkeitsmerkmale aufweisen. Dieses Konzept ermöglicht es Investoren, die ökologischen Aspekte von grünen Anlagen direkt mit konventionellen Anlagen zu vergleichen. Am Kapitalmarkt hat sich ein vergleichsweise höherer Kurs für Grüne Bundeswertpapiere gegenüber ihren konventionellen (ohne grüne Berichterstattung) Zwillingen entwickelt. Ihre Rendite fällt geringer aus. Käufer Grüner Bundeswertpapiere verzichten somit auf einen kleinen Teil ihres Ertrages zugunsten einer Mittelverwendung ihrer Anlagegelder für Investitionen in den Umwelt- und Klimaschutz.
Diese Renditedifferenz wird „Greenium“ genannt. Sie kann als der Wert einer grünen Geldanlage im Vergleich zu einer gewöhnlichen Geldanlage angesehen werden. Dank des Zwillingskonzepts ist sie erstmals direkt als Renditeunterschied zwischen beiden Zwillinganleihen transparent ablesbar.

## Handel und Sicherheit
Wie konventionelle Bundeswertpapiere werden Grüne Bundeswertpapiere nach ihrer Emission an der Börse gehandelt. Sie unterliegen damit ebenso einem Kursrisiko und können während ihrer Laufzeit an Wert gewinnen, aber auch verlieren. Meist beeinflussen Änderungen des Renditeniveaus am Rentenmarkt allgemein den Kurs von Bundeswertpapieren. Da Grüne Bundeswertpapiere durch das Zwillingskonzept konventionellen Zwillingen sehr stark ähneln, reagiert ihr Kurs sehr ähnlich wie der ihres Zwillings. Unabhängig von den Kursbewegungen bieten Grüne Bundeswertpapiere grundsätzlich allen Anlegern regelmäßige Zinserträge. Die Kurse von Bundeswertpapieren entwickeln sich gegenläufig zu den Renditen am Rentenmarkt. Im Falle eines Renditeanstiegs können Anleger bei Verkauf der Bundeswertpapiere vor dem Laufzeitende Kursverluste erleiden. Dieses Risiko ist für 30-jährige Wertpapiere wesentlich höher als für 5-jährige, kann jedoch durch das Halten bis zu ihrer Fälligkeit ausgeschlossen werden.
Das Liquiditätsrisiko, Grüne Bundeswertpapiere vor Fälligkeit nicht jederzeit veräußern zu können, gilt als gering, da Bundeswertpapiere zu den meistgehandelten Staatsanleihen des Euroraums zählen.
Die Rückzahlung Grüner Bundeswertpapiere erfolgt zum Nennwert, wobei die Bundesrepublik Deutschland mit ihren Vermögenswerten und Steuereinnahmen für die Rückzahlung haftet. Das Emittentenrisiko gilt als äußerst gering.